# Árpád Szakasits
Árpád Szakasits (Budapest, 6 dicembre 1888 – Budapest, 3 maggio 1965) è stato un politico ed esperantista ungherese.
Dal 2 agosto 1948 al 23 agosto 1949 ha presieduto il Consiglio di presidenza d'Ungheria, un organo creato per sostituire la carica di presidente in accordo con la nuova costituzione ungherese del 1949.
È stato un esperantista per oltre quarant'anni, partecipando al Congresso mondiale dell'esperanto del 1959.